# Nguyễn Huỳnh Kim Duyên
Nguyễn Huỳnh Kim Duyên (nacida el 19 de octubre de 1995) es una modelo y reina de belleza vietnamita. Es la primera finalista de Miss Universo Vietnam 2019 y representó a Vietnam en Miss Universo 2021 que se celebró en diciembre de 2021 en Eilat, Israel, donde terminó en el Top 16. El 22 de febrero de 2022, fue nombrada para representar a Vietnam en Miss Supranacional 2022. Durante la noche de coronación, terminó como segunda finalista. Este es el logro más alto para Vietnam en Miss Supranacional, rompiendo el récord de Daniella Thu Mây en Miss Supranacional 2011, quien terminó como tercera finalista.

## Historia
Kim Duyen nació y se crio en Can Tho en una familia de agricultores; después de graduarse de la Universidad de Southern Can Tho en 2016, fue a Singapur para estudiar y se graduó en Administración de Empresas de la Universidad de Stamford Raffles en 2016.

## Participación en concursos de belleza
El primer concurso de belleza de Kim Duyên fue Miss Aodai Vietnam (o Miss Mundo Vietnam 2014), donde se ubicó en el Top 12. Dos años más tarde, ganó la corona de Miss Elegance Student en la Universidad Southern Can Tho en 2016 mientras se colocaba en el Top 30 de concursantes que compiten en la noche de coronación de Miss Vietnam 2016. Su regreso a los concursos de belleza valió la pena cuando ganó el título de primera finalista de Miss Universo Vietnam 2019 en el Crown Convention Center en Nha Trang, Vietnam. Al ubicarse en el Top 2 con Nguyễn Trần Khánh Vân, quien representó a Vietnam en Miss Universo 2020, Kim Duyên se convirtió en Miss Universo Vietnam 2021 y pudo representar a Vietnam en Miss Universo 2021 en Eilat, Israel. Después de regresar de Miss Universo 2021 con el logro de estar entre las 16 semifinalistas, Kim Duyên fue nombrada Miss Supranacional Vietnam 2022 el 22 de febrero de 2022.

### Miss Universo 2021
Como primera finalista en Miss Universo Vietnam 2019, tuvo el derecho de representar a Vietnam en el campo de la belleza, programado para diciembre de Miss Universo 2021 en Eilat, Israel.